# Thorsten Walles
Thorsten Walles (* 28. Juni 1972 in Lingen) ist ein deutscher Facharzt für Thoraxchirurgie am Universitätsklinikum Magdeburg. Er ist bekannt für seine Arbeiten auf dem Gebiet der Luftröhrenchirurgie sowie seine Forschungen zur Lungenkrebs-Frühdiagnostik.

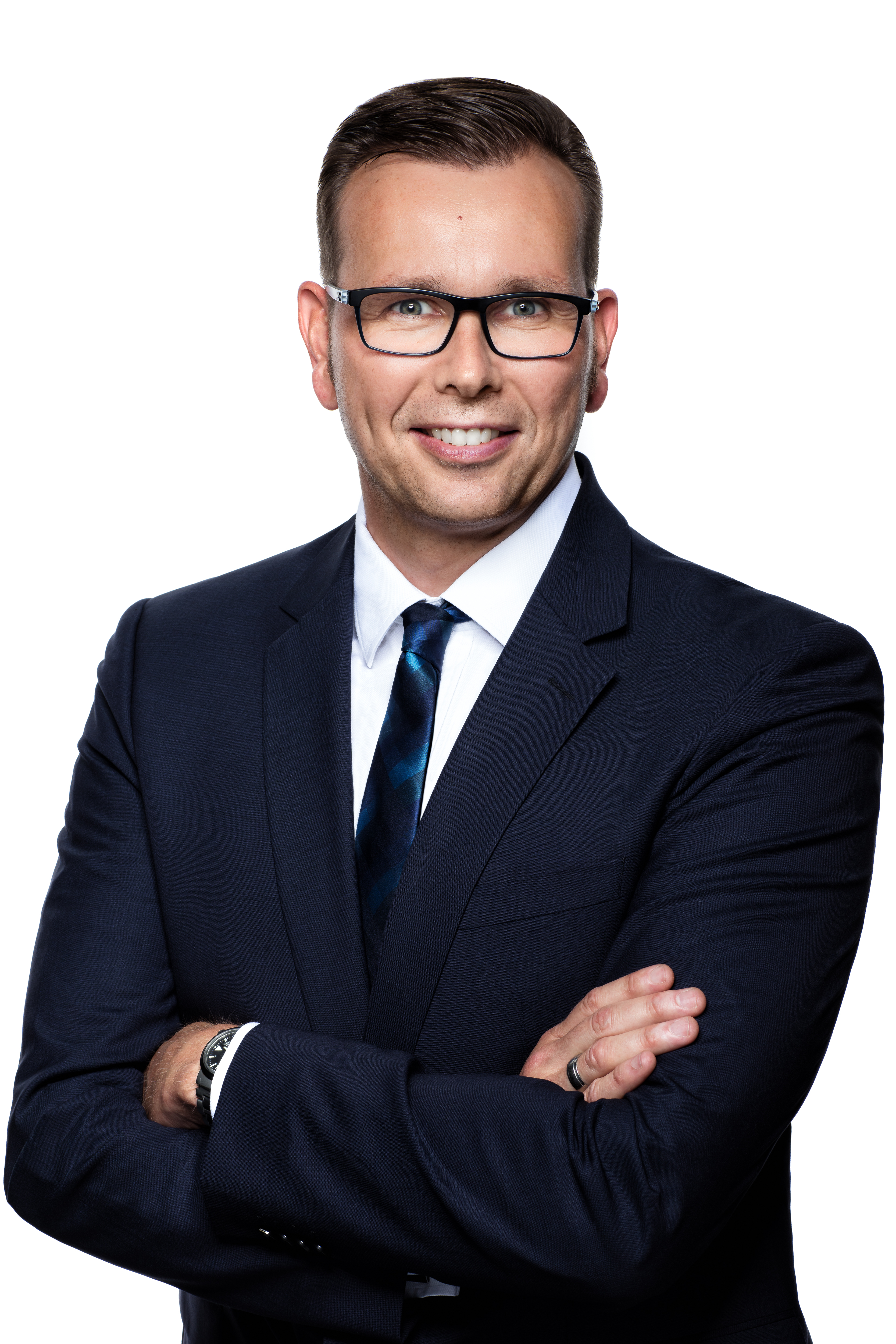
Thorsten Walles

## Leben
Walles studierte von 1993 bis 2000 Humanmedizin an der Medizinischen Hochschule Hannover. Von 1997 bis 1998 war er zu einem Forschungsaufenthalt im Rahmen der Promotion an der Johns-Hopkins-Universität, Baltimore, USA. Er promovierte 2000 an der Medizinischen Hochschule Hannover über Anteil der Poly(ADP-Ribose) Polymerase (PARP) Aktivität am postischämischen Reperfusionsschaden im Herzen. 2000 bis 2008 absolvierte er die Facharztausbildung für Thoraxchirurgie an verschiedenen Kliniken und erhielt 2008 die Zusatzbezeichnung Europäischer Facharzt für Thoraxchirurgie (Fellow of the European Board of Thoracic and Cardiovascular Surgeons). 2005 bis 2012 war Walles Gastwissenschaftler am Fraunhofer-Institut für Grenzflächen- und Bioverfahrenstechnik in Stuttgart. Er wurde 2009 mit dem Thema Entwicklung eines bioartifiziellen Ersatzgewebes für die Luftröhrenchirurgie an der Eberhard Karls Universität Tübingen habilitiert. 2010 erfolgte die Ernennung zum Oberarzt an der Klinik Schillerhöhe in Gerlingen. 2012 wurde Walles als Universitätsprofessor (W2) für Thoraxchirurgie an die Medizinische Fakultät der Julius-Maximilians-Universität Würzburg  berufen. Von 2012 bis 2016 war er dort Leiter der Sektion Thoraxchirurgie am Universitätsklinikum Würzburg. Seit 2017 ist er Bereichsleiter Thoraxchirurgie am Universitätsklinikum Magdeburg.
Thorsten Walles ist mit der Biologin Heike Walles verheiratet.

## Wissenschaftlicher Beitrag
Mit Aufnahme seiner Tätigkeit als Chirurg begann Walles mit der Forschung im Bereich der Regenerativen Medizin und des Tissue Engineering. Nach seinem Wechsel in die Thoraxchirurgie fokussierte er sich auf die Herstellung von einem bioartifiziellen Luftröhrentransplantat mittels Tissue Engineering-Verfahren. Die Arbeiten am bioartifiziellen Luftröhren-Transplantat mündeten in der weltweit ersten klinischen Anwendung von Tissue Engineering-Verfahren zur Rekonstruktion der Atemwege. Bei der umfassenden wissenschaftlichen Nachverfolgung dieser ersten in einen Menschen transplantierten Kunstgewebe konnte seine Arbeitsgruppe bei diesen einen post-Transplantations Reifungsprozess aufzeigen. Aus der Tatsache, dass die Translation von Tissue Engineering-Verfahren in der klinische Praxis eine international innovative Behandlungsmethode darstellt, resultierte eine wissenschaftliche Auseinandersetzung mit den ordnungspolitischen Rahmenbedingungen für die regenerative Medizin in Deutschland und in Europa. Als Spezialist für die Behandlung von Lungenkrebs konnte Walles ferner zeigen, dass sich die Tumorerkrankung in der Atemluft von Patienten nachweisen lässt. Ziel seiner Forschungsarbeiten ist die Entwicklung apparativer Messverfahren für die Lungenkrebs-Frühdiagnose.

## Ehrungen und Auszeichnungen
- 1998 Stipendium der Carl Duisberg Foundation und des Deutschen Akademischen Austauschdienstes (DAAD) für das Biomedical Exchange Programm.
- 2002  Young Investigator Award der World Heart Federation
- 2003  Young Researcher Award der European Society of Artificial Organs (ESAO)
- 2003  Young Investigator Award der European Association for Cardio-Thoracic Surgery (EACTS)
- 2010  Von-Langenbeck-Preis der Deutschen Gesellschaft für Chirurgie (DGCH)[14]

## Mitgliedschaften in Wissenschaftsgesellschaften
- Deutsche Gesellschaft für Thoraxchirurgie (DGT)
- Deutsche Gesellschaft für Regenerative Medizin (GRM)
- European Society of Thoracic Surgeons (ESTS)
- Deutsche Gesellschaft für Chirurgie (DGCH)
- Deutsche Krebsgesellschaft (DKG)
- Deutscher Hochschulverband (DHV)

Daneben ist Walles im Editorial Board der Fachjournale Expert Review of Medical Devices und Chirurgische Allgemeine Zeitung.

## Publikationen
- Thorsten Walles Publikationen in ResearchGate
- Thorsten Walles Publikationsliste PubMed